# Klemens Großimlinghaus
Klemens Großimlinghaus (Krefeld, 6 de diciembre de 1941-Krefeld, 27 de junio de 1991) fue un deportista alemán que compitió para la RFA en ciclismo en la modalidad de pista. Ganó una medalla de plata en el Campeonato Mundial de Ciclismo en Pista de 1963, en la prueba de persecución por equipos.

## Medallero internacional
| Campeonato Mundial | Campeonato Mundial | Campeonato Mundial | Campeonato Mundial          |
| Año                | Lugar              | Medalla            | Competición                 |
| ------------------ | ------------------ | ------------------ | --------------------------- |
| 1963               | Rocourt (Bélgica)  | Medalla de plata   | Persecución por equipos (A) |